# Léon-Gustave Ravanne
Léon-Gustave Ravanne est un peintre français né à Meulan le 30 septembre 1854 et mort aux Mureaux le 14 octobre 1904.

## Biographie
Léon-Gustave Ravanne obtient une médaille de bronze en 1889, est nommé peintre de la Marine en 1896, obtient une médaille d'argent en 1900 et est nommé chevalier de la Légion d'honneur en tant que peintre la même année.
Sa Vue de Bayonne est conservée à Bayonne au musée Bonnat-Helleu, Entrée de l'escadre russe à Cherbourg en 1896 à Cherbourg-Octeville au musée Thomas-Henry, Appareillage, toile présentée à l'Exposition universelle de 1900 et achetée par l'État pour le palais de l'Élysée fut transférée à Sète, Le Pont de Meulan est conservé à la mairie de Meulan.
Il existe une plaque commémorative à l'emplacement de sa dernière résidence aux Mureaux au 9 bis, boulevard Victor-Hugo (ou 15, avenue Victor-Hugo).

Œuvres de Léon-Gustave Ravanne
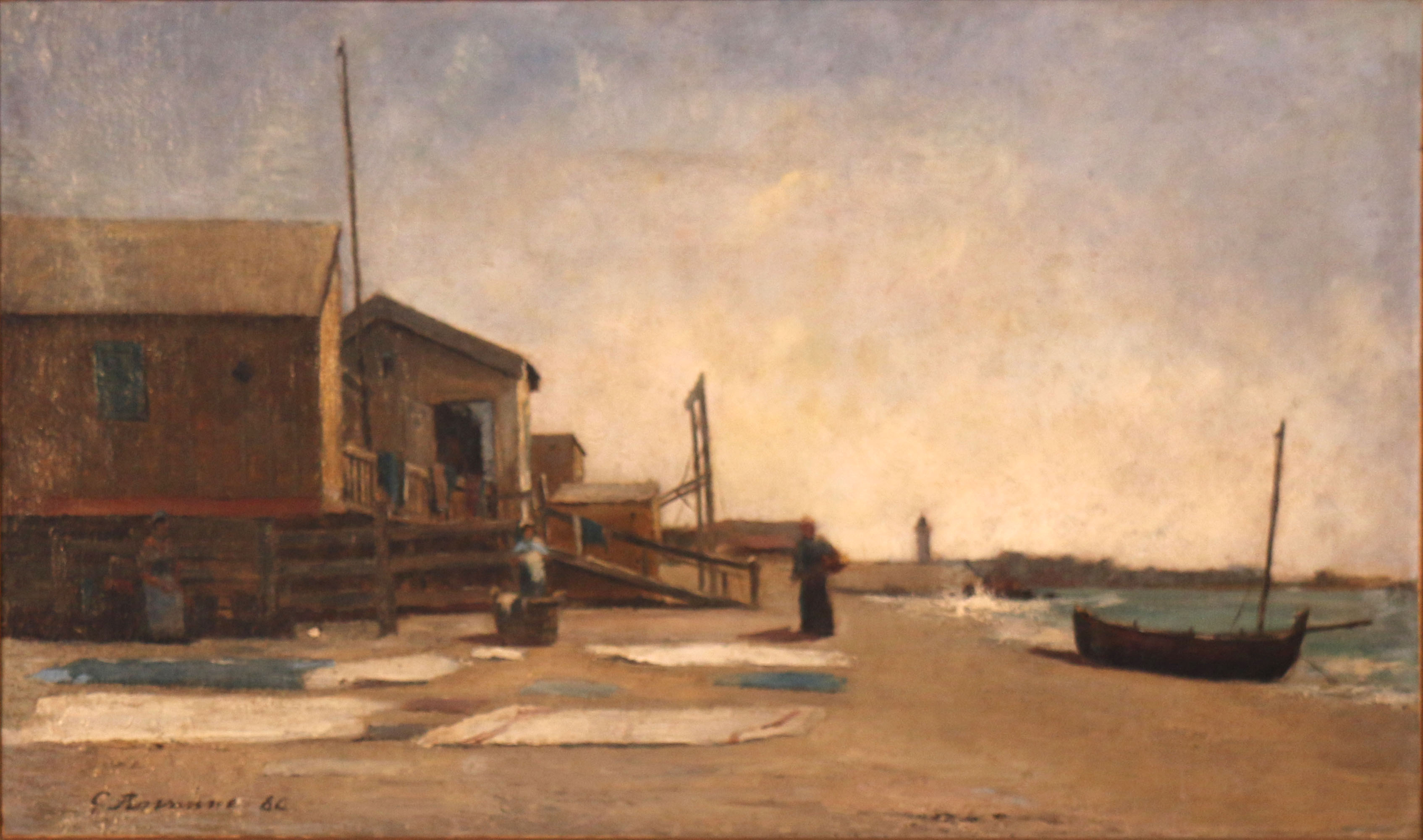
Le Rivage sur la plage du Midi (1880), Cannes, musée de la Castre.
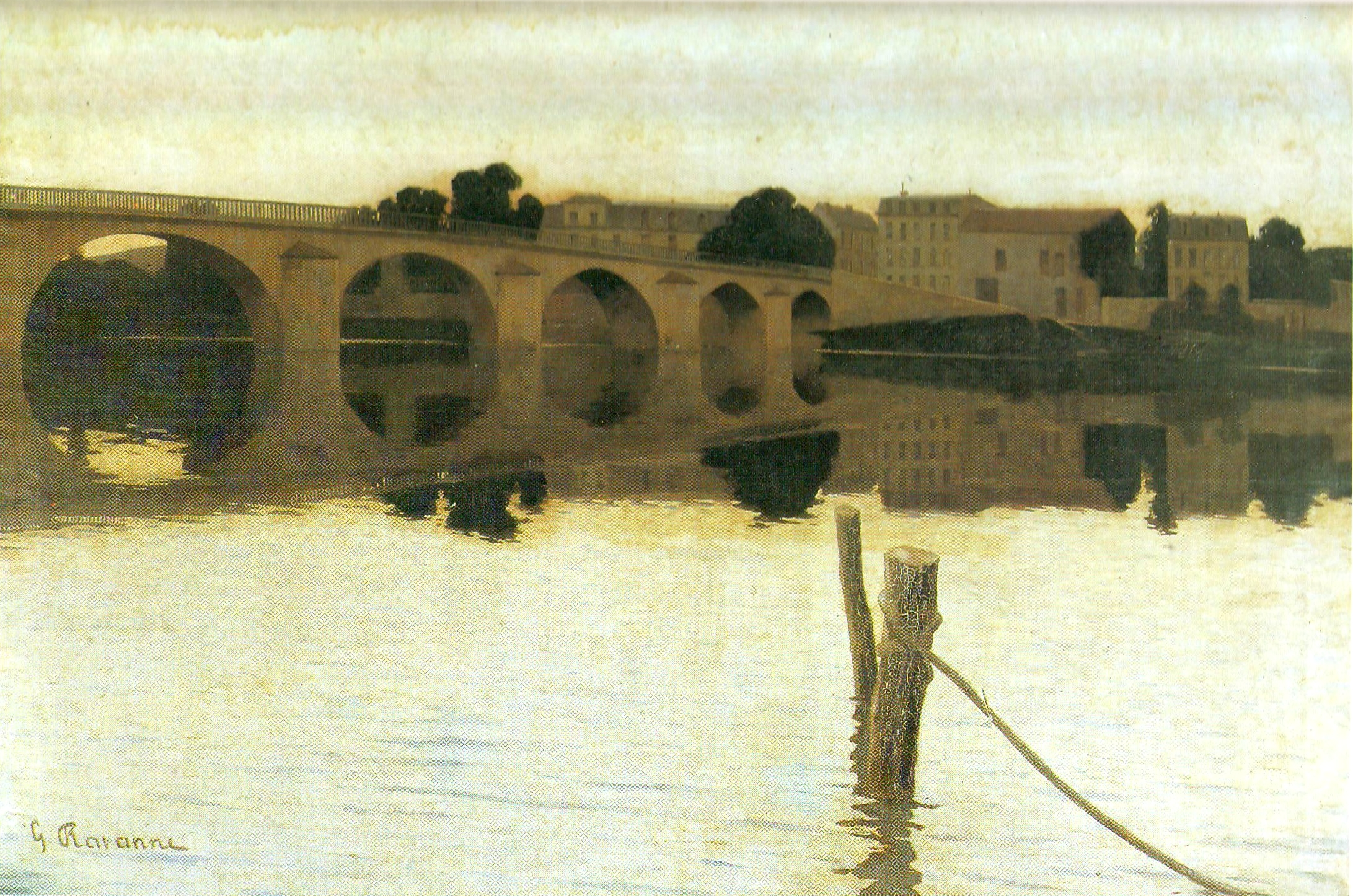
Le Grand pont de Meulan. Effet du soir (1886), mairie de Meulan.
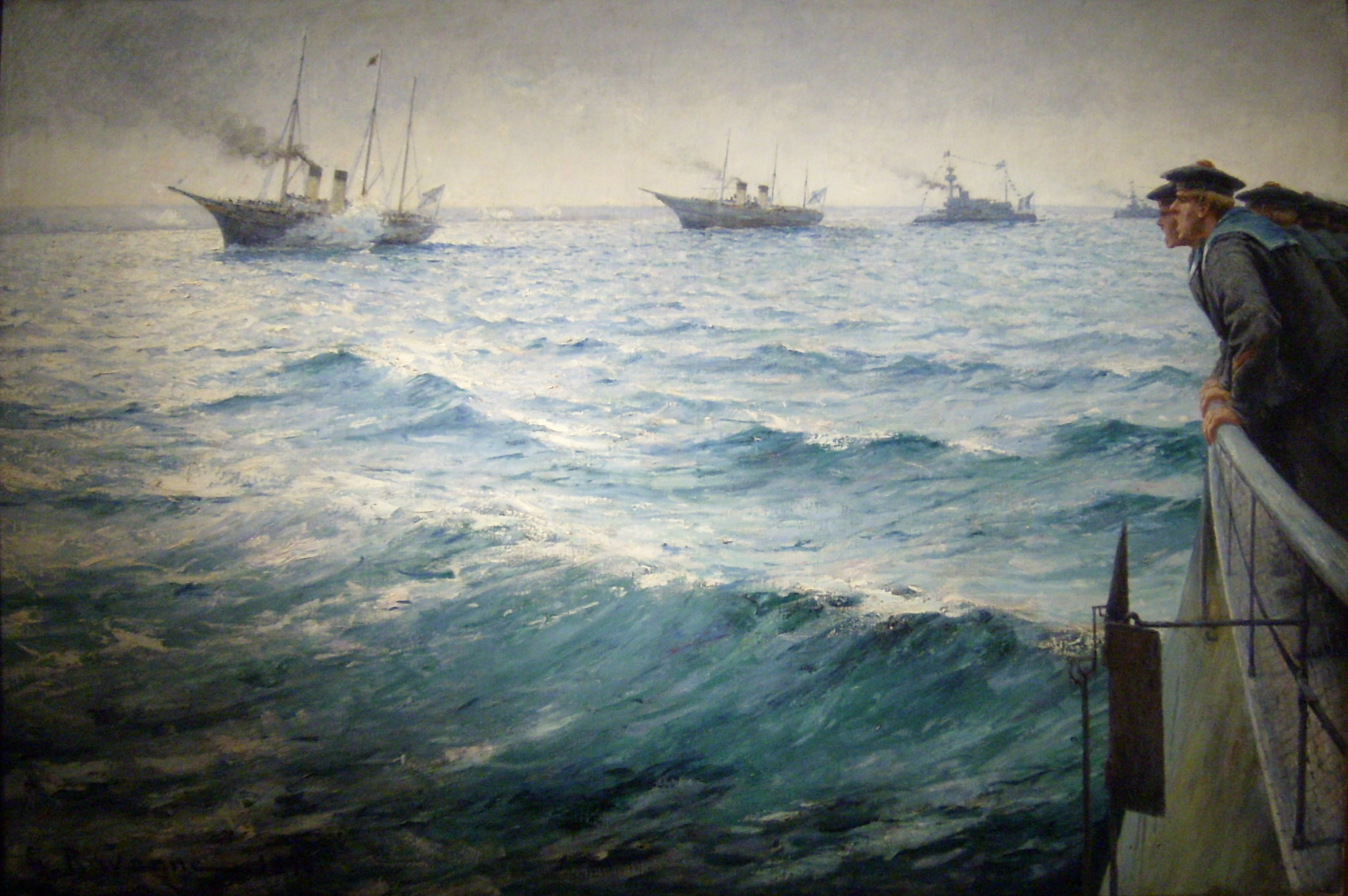
Entrée de l’escadre russe à Cherbourg en 1896, Cherbourg-Octeville, musée Thomas-Henry.